# احمد القنطاری
احمد القنطاری (انگلیسی: Ahmed Kantari؛ زادهٔ ۲۸ ژوئن ۱۹۸۵) بازیکن فوتبال سابق اهل مراکش است که به عنوان مدافع میانی بازی می‌کرد.
از باشگاه‌هایی که در آن بازی کرده‌است می‌توان به باشگاه فوتبال لانس، باشگاه فوتبال استراسبورگ، باشگاه فوتبال پاری سن ژرمن، باشگاه فوتبال استاد برستوا ۲۹، باشگاه فوتبال تورنتو، و باشگاه فوتبال والنسین اشاره کرد.
وی همچنین در تیم‌های ملی فوتبال زیر ۲۰ سال مراکش و مراکش بازی کرده‌است.